# Marian Ostafiński
Marian Wiesław Ostafiński (8 dicembre 1946) è un ex calciatore polacco, di ruolo difensore.

## Carriera
Con la Nazionale polacca ha vinto i Giochi olimpici 1972.